# Flagge Russlands
Die Flagge Russlands ist eine Trikolore aus drei gleich großen horizontalen Streifen in den Farben Weiß-Blau-Rot und basiert auf der Flagge der Niederlande. 1848 wurden die Flaggenfarben zu den panslawischen Farben erklärt.
Offiziell wurde die Flagge erstmals im Jahre 1896 auf russischen Handels- und Kriegsschiffen verwendet. Inoffiziell wurde die Flagge nach dem Sturz des Zaren während der provisorischen Regierung Russlands und bis zur Oktoberrevolution verwendet. Bis 1991 wurde sie durch die Flagge der Sowjetunion verdrängt.

## Die heutige Nationalflagge

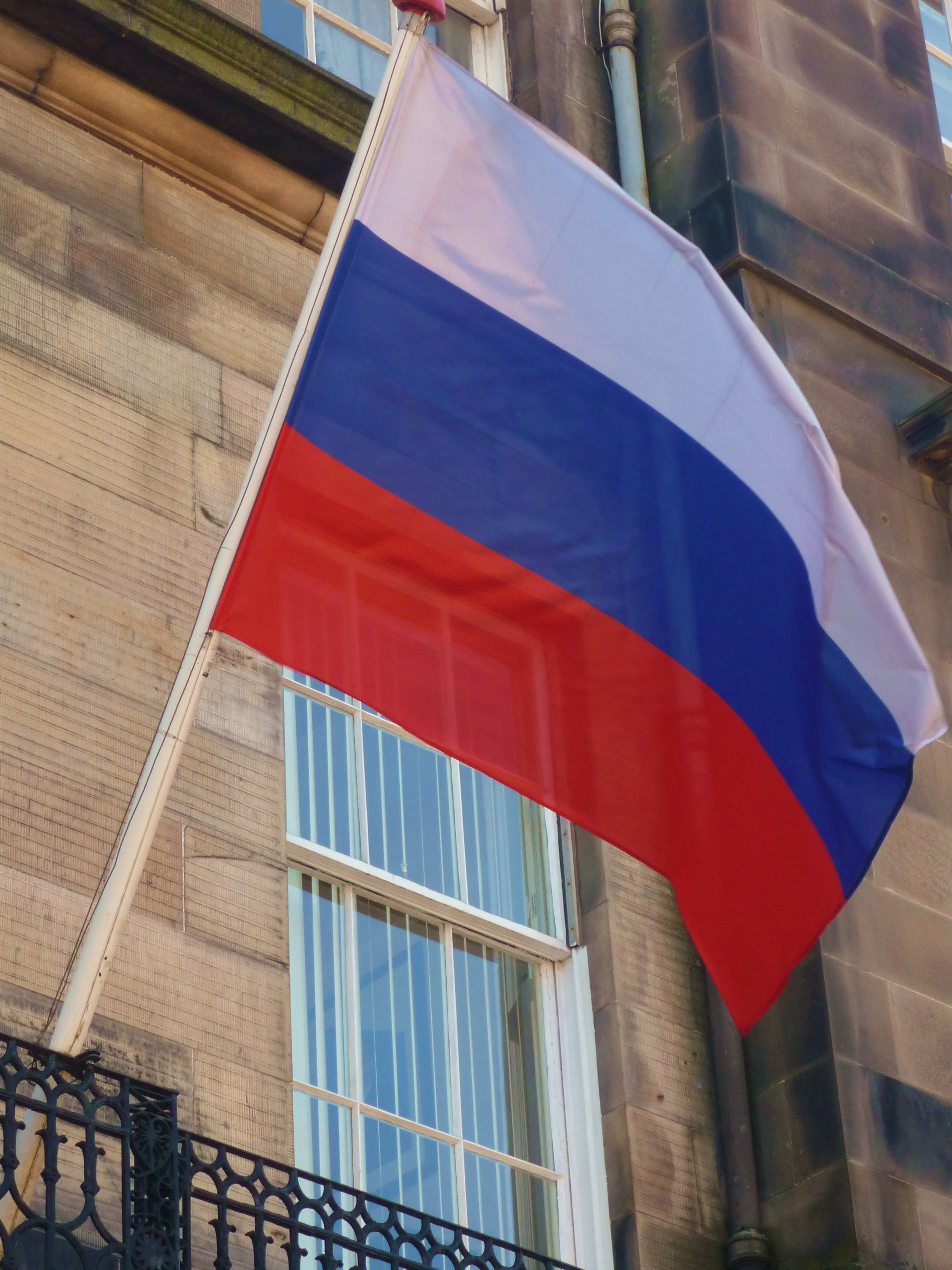
Flagge Russlands am Konsulat in Edinburgh

Die Nationalflagge Russlands ist eine horizontale Trikolore in Weiß, Blau und Rot.
| System | Weiß        | Blau     | Rot       |
| ------ | ----------- | -------- | --------- |
| RGB    | 255-255-255 | 0-57-166 | 213-43-30 |
| HTML   | #FFFFFF     | #0039A6  | #D52B1E   |

## Geschichte
Bereits 1667 unter Zar Alexei Michailowitsch wurde mit niederländischer Unterstützung mit dem Aufbau einer russischen Marine begonnen, deren Schiffe Flaggen als Erkennungszeichen benötigten. Allerdings ist nicht überliefert, wie diese ersten Flaggen aussahen – nur, dass rote, weiße und blaue Seide für die Anfertigung der Flaggen bestellt wurde. Im Jahr 1699 legte Zar Peter I. offiziell eine weiß-blau-rote Trikolore als russische Flagge fest, die dem Vorbild der Flagge der Niederlande folgte, mit vertauschten Farben. (Dass die Farben nicht aus der niederländischen Flagge, sondern aus dem Wappen des Fürstentums Moskau stammten, ist eine Legende; in Wirklichkeit wurden die Farben des Moskauer Wappens wohl umgekehrt später an die russische Flagge angepasst.) Später wurden die drei Farben auch als Symbol für die drei staatstragenden ostslawischen Völker im russischen Zarenreich gedeutet: Weiß für die „Weißrussen“, Blau für die „Kleinrussen“ und Rot für die „Großrussen“. Andere Quellen interpretierten die weiße Farbe als Symbol der Freiheit, die blaue als Hinweis auf die Gottesmutter und die rote als Symbol der Macht der Zaren. Diese Flagge wurde am 7. Mai 1883 zur offiziellen Nationalflagge Russlands erklärt. Als die Bolschewiki 1917 die Macht ergriffen, änderten sie die Nationalflagge.
Im Russischen Bürgerkrieg (1918–1922) nach der Oktoberrevolution wurde die Flagge von der antibolschewistischen Weißen Bewegung und Weißen Armee benutzt.
Während des Zweiten Weltkriegs wurde die weiß-blau-rote Trikolore von den sowjetfeindlichen, mit Nazideutschland kollaborierenden Truppen verwendet. So trugen Angehörige der Russischen Nationalen Volksarmee Kokarden in den Farben weiß-blau-rot. Die Russische Befreiungsarmee (ROA) unter Führung von Andrei Wlassow verwendete die Trikolore bei Auftritten von ROA-Soldaten als Armeefahne. Bei der Suche nach Entwürfen für das ROA-Abzeichen wurden ebenfalls Skizzen mit den Farben Weiß, Blau, Rot eingereicht. Diese wurden jedoch vom Reichsminister für die besetzten Ostgebiete Alfred Rosenberg persönlich durchgestrichen.
Am 22. August 1991 wurde die weiß-blau-rote Trikolore wieder zur russischen Nationalflagge bestimmt. 1993 wurden Seitenverhältnis und Farbtöne wieder an die historischen Vorbilder angeglichen.
| Flagge | SV  | Datum                  | Funktion | Beschreibung                                                                                      |
| ------ | --- | ---------------------- | --- | ------------------------------------------------------------------------------------------------- |
|        | 2:3 | 1668 bzw. 1690er Jahre | Nach Angaben einiger russischer Historiker angeblich die erste russische Flagge von 1668, möglicherweise aber nur eine informelle Marinevariante der Flagge von 1699 | Blaues Kreuz, in den Ecken abwechselnd, im Uhrzeigersinn Rot und Weiß                             |
|        | 2:3 | 1699–1858              | Flagge des Zarentums Russland und des Russischen Kaiserreiches | Horizontale Trikolore in den panslawischen Farben Weiß, Blau und Rot                              |
|        | 2:3 | 1858–1883              | Flagge der Romanow und des Russischen Zarenreiches | Horizontale Trikolore in den Farben Schwarz, Gold und Weiß.                                       |
|        | 2:3 | 1883–1917              | Flagge des Russischen Zarenreiches | Horizontale Trikolore in den panslawischen Farben Weiß, Blau und Rot                              |
|        | 2:3 | 1914–1917              | Flagge des Russischen Zarenreiches | Russische Trikolore mit dem russischen Wappen im linken Obereck für die öffentliche Nutzung.      |
|        | 2:3 | 1917–1918              | Flagge der Russischen Republik | Horizontale Trikolore in den panslawischen Farben Weiß, Blau und Rot.                             |
|        | 1:2 | 1918–1937              | Flagge der Russischen SFSR | Rote Flagge mit den altstilisierten kyrillischen Buchstaben РСФСР (RSFSR) am Mastende.            |
|        | 1:2 | 1937–1954              | Flagge der Russischen SFSR | Rote Flagge mit den kyrillischen Buchstaben РСФСР (RSFSR) in veränderter Schriftform am Mastende. |
|        | 1:2 | 1954–1991              | Flagge der Russischen SFSR | Ähnlich der Flagge der Sowjetunion, mit einem senkrechten blauen Streifen am Mastende.            |
|        | 1:2 | 1991–1993              | Nationalflagge der Russischen Föderation | Horizontale Trikolore in den panslawischen Farben Weiß, Blau und Rot.                             |
|        | 2:3 | seit 1993              | Nationalflagge der Russischen Föderation | Horizontale Trikolore in den panslawischen Farben Weiß, Blau und Rot.                             |

### Die Weiß-blau-weiße Flagge

Die Weiß-blau-weiße Flagge der Anti-Kriegs-Proteste (2022)

Infolge der Proteste gegen den russischen Überfall auf die Ukraine 2022 präsentierten einige russische Oppositionskräfte in sozialen Netzwerken eine Weiß-blau-weiße Flagge als Protest- und Friedenssymbol in Form einer alternativen Flagge, damit sich Russen zwar mit Flagge zu erkennen geben können, aber ohne jene „mit dem blutigen roten Streifen“.

## Dienstflaggen

### Standarte des Präsidenten
| Flagge | SV  | Datum | Funktion                            | Beschreibung                                                                 |
| ------ | --- | ----- | ----------------------------------- | ---------------------------------------------------------------------------- |
|        | 1:1 |       | Standarte des Präsidenten Russlands | Quadratische Version der Nationalflagge mit dem russischen Wappen im Zentrum |

### Militärische Flaggen
Peter I. führte neben der Trikolore noch die sogenannte „imperiale Flagge Russlands“ ein. Sie besteht aus einem blauen Andreaskreuz auf weißem Grund. Diese Flagge wurde alternativ zur Trikolore verwendet, auf den Schlachtfeldern und bei der Handels- und Kriegsmarine dominierte sie sogar. Sie ist heute die offizielle Flagge der russischen Marine.
Die Siegesflagge ist eine Variante der Flagge, die am 1. Mai 1945 in der Schlacht um Berlin über dem Reichstagsgebäude gehisst wurde und das Ende des Zweiten Weltkriegs in Europa symbolisierte. Der Unterschied zur Flagge der Sowjetunion ist, dass der Stern etwas größer ist und Hammer und Sichel fehlen. Am 15. April 1996 unterzeichnete der russische Präsident Boris Jelzin einen Erlass, nach dem die Siegesflagge der russischen Flagge gleichwertig ist. Unter Präsident Wladimir Putin wurde sie zur offiziellen Flagge der Russischen Armee.
| Flagge | SV  | Datum                | Funktion                                                                          | Beschreibung                                                                                        |
| ------ | --- | -------------------- | --------------------------------------------------------------------------------- | --------------------------------------------------------------------------------------------------- |
|        | 2:3 |                      | Verteidigungsministerium der Russischen Föderation                                | |
|        | 1:2 |                      | Russlands Siegesbanner, Siegesflagge der Roten Armee, Flagge der Russischen Armee | Gelber Stern im linken Obereck auf rotem Grund, eine Variante der Flagge der Sowjetunion.           |
|        | 2:3 |                      | Weltraumtruppen                                                                   | |
|        | 2:3 |                      | Strategische Raketentruppen                                                       | |
|        | 2:3 |                      | Luftwaffe                                                                         | |
|        | 2:3 |                      | Luftlandetruppen                                                                  | 2 Flugzeuge und ein Fallschirm im Zentrum auf blauem Grund mit einem grünen Band im unteren Viertel |
|        | 2:3 |                      | Heer                                                                              | |
|        | 2:3 | 1712–1917, seit 1991 | Seekriegsflagge; Flagge der russischen Marine                                     | Blaues Andreaskreuz auf weißem Grund                                                                |
|        | 2:3 |                      | Gösch der russischen Marine                                                       | Weißes Georgskreuz auf rotem Grund, überlagert mit einem weiß umrandeten blauen Andreaskreuz        |
|        | 1:2 |                      | Banner des Sieges, das 1945 am Reichstagsgebäude gehisst wurde.                   | |

### Grenzschutz
| Flagge | SV  | Datum | Funktion               | Beschreibung                                           |
| ------ | --- | ----- | ---------------------- | ------------------------------------------------------ |
|        | 2:3 |       | Grenztruppen Russlands | Blaues, weiß umrandetes Andreaskreuz auf grünem Grund. |